# Municipio de Chiautla (Puebla)
El municipio de Chiautla es uno de los 217 municipios que conforman al estado mexicano de Puebla, está localizada al suroeste del estado.

## Geografía
El municipio de Chiautla tiene una superficie de 804,30 kilómetros cuadrados, que la ubican como el municipio más grande del estado de Puebla; forma parte de la región económica de Izúcar de Matamoros y de la Mixteca Baja Poblana. 
El territorio del municipio  es discontinuo, es decir, cuenta con un pequeño exclave al oeste de su territorio principal. Sus coordenadas geográficas extremas son 18°6′ - 18°28′ de latitud norte y 98°23′ - 98°49′ de longitud oeste y su altitud va de 800 a 2 000 metros sobre el nivel del mar.
Limita al norte con el municipio de Chietla, al noreste con el municipio de Izúcar de Matamoros, al este con el municipio de Tehuitzingo y el municipio de Axutla, al sureste con el municipio de Chila de la Sal, al sur con el municipio de Xicotlán, al suroeste con el municipio de Cohetzala, al oeste con el municipio de Jolalpan y al noroeste con el municipio de Huehuetlán el Chico; en el extremo noroeste limita con el estado de Morelos en particular con el municipio de Axochiapan. 
El exclave del territorio municipal limita al noroeste con Jolalpan, al noreste con Huehuetlán el Chico y al sur con Cohetzala.

## Demografía
De acuerdo a los resultados del Censo de Población y Vivienda de 2020 realizado por el Instituto Nacional de Estadística y Geografía, la población total de Chiautla asciende a 21 699 personas; de las que 10 672 son hombres y 11 027 son mujeres.

### Localidades
El municipio incluye en su territorio un total de 45 localidades. Las principales, considerando su población del censo de 2020 son:
| Localidad                           | Población |
| Total Municipio                     | 21 699    |
| Ciudad de Chiautla de Tapia         | 11 776    |
| Tlancualpican                       | 4 719     |
| Pilcaya (San Juan Pilcaya)          | 1 129     |
| San Miguel Ejido (Ejido San Miguel) | 670       |
| Santa Ana Tecolapa                  | 502       |

## Historia
El señorío prehispánico predominante en la zona era Chiyahutla, junto con Cuetzallan, Ocotlán y Tzontecomapan. Los españoles tomaron e control de a finales de 1520.
Chiautla pasó por varios encomenderos iniciando con Diego de Ordaz en primera instancia, Alonso de Grado, muerto en 1527, por lo que la encomienda se le asignaría a Diego Becerra de Mendoza, a cuyo fallecimiento en 1533 la segunda audiencia la reclamaría para la Corona.
De ser un corregimiento en 1534, pasó a convertirse en alcaldía mayor a fines de 1540 cuando se descubrieron yacimientos de plata.
Chiautla fue parte de la evangelización del clero secular entre 1544 y 1549, antes de la fundación del convento agustino en 1550. El primer libro de gobierno de la parroquia de San Agustín Obispo menciona que enter 1531 y 1557 fue la mencionada orden la que administró los sacramentos y hasta 1755 administraron la cabecera.
Antes de la gran epidemia de 1545-1548 se calcula que poseía seis mil tributarios. En 1554 se hizo un nuevo recuento que arrojó un total de 3,800 tributarios. La población fue descendiendo paulatinamente hasta que en el censo de 1800 se registran 2,290 tributarios indios.
En la relación de 1571 se menciona que Chiautla poseía 16 estancias sujetas que daban un total de 81 barrios.

## Política

### Representación legislativa
Para la elección de diputados locales al Congreso de Puebla y de diputados federales a la Cámara de Diputados federal, el municipio de Chiautla se encuentra integrado en los siguientes distritos electorales:
Local:
- Distrito electoral local de 22 de Puebla con cabecera en Izúcar de Matamoros.[6]

Federal:
- Distrito electoral federal 14 de Puebla con cabecera en la Acatlán de Osorio.[7]